# Šahy
Šahy (em húngaro: Ipolyság; alemão: Eipelschlag) é uma cidade da Eslováquia, situada no distrito de Levice, na região de Nitra. Tem 42,73 km² de área e sua população em 2018 foi estimada em 7.238 habitantes.

## Demografia
| Ano:        | 1994 | 2004   | 2014   | 2024   |
| ----------- | ---- | ------ | ------ | ------ |
| Broj ljudi: | 8526 | 7971   | 7516   | 6919   |
| Razlika:    |      | -6,50% | -5,70% | -7,94% |

| Ano:               | 2023 | 2024   |
| ------------------ | ---- | ------ |
| Número de pessoas: | 6992 | 6919   |
| Diferença:         |      | -1,04% |